# کیرسان ایلیومژینوف
کیرسان نیکلایویچ ایلیومژینوف (به روسی: Кирса́н Никола́евич Илюмжи́нов) (زاده ۵ آوریل ۱۹۶۲ در الیستا) سیاستمدار و تاجر قالموق‌تبار اهل روسیه است. وی رئیس جمهوری خودمختار قالموقستان در قفقاز شمالی از سال ۱۹۹۳ تا ۲۰۱۰ بوده‌است و از سال ۱۹۹۵ تاکنون رئیس فدراسیون بین‌المللی شطرنج است. وی همچنین به عنوان مدیرعامل شرکت نفتی پترول ای‌دی نیز، فعالیت می‌نماید.
او یک تاجر مولتی‌میلیونر است که ثروت انبوهی را در دوران پس از فروپاشی شوروی به دست آورده‌است و هر سال میلیون‌ها دلار را برای تبلیغ شطرنج، فرهنگ قالموق‌ها (قوم مغول‌تبار بودائیمذهب ساکن شمال قفقاز) و همچنین مذهب خرج می‌کند.
ایلمژینوف تاکنون بارها با دالایی لاما دیدار کرده و ۳۰ معبد بودایی (که دالایی لاما در بسیاری از آنها حضور یافته‌است)، ۲۲ کلیسای ارتدوکس شرقی، یک کلیسای کاتولیک (که در هنگام ورود ژان پل دوم به قالموقستان افتتاح شد)، یک مسجد و یک کنیسه در این جمهوری ساخته‌است. او همچنین شطرنج را در سه سال اول مدارس ابتدایی این کشور به صورت یکی از دروس اجباری درآورده‌است.

## زندگی شخصی
ایلیومژینوف دوران کودکی خود را در الیستا مرکز قالموقستان گذراند. والدین او از قالموق‌هایی بودند که در دوران حکومت استالین به سیبری تبعید شدند و با انتقال قدرت در شوروی اجازه بازگشت به وطنشان را پیدا کردند. کیرسان در ۱۴ سالگی قهرمان شطرنج قالموقستان شد. او همچنین تحصیلات خود را از ۱۹۸۳ تا ۱۹۸۹ در انستیتو روابط خارجی مسکو ادامه داد.

## فعالیت سیاسی

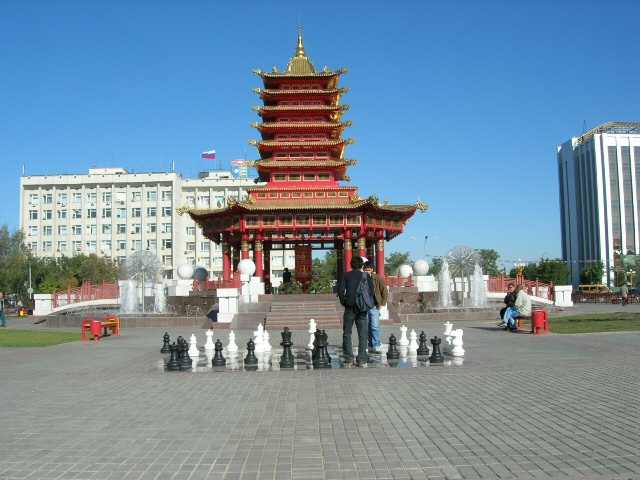
یکی از معابد ساخته شده توسط کیرسان نیکلایویچ ایلیومژینوف

ایلیومژینوف در ۵ آوریل ۱۹۹۳ رئیس جمهوری قالموقستان شد، دو سال بعد در سال ۱۹۹۵ انتخابات پیش از موعدی را برگزار کرد و بدون رقیب پیروز شد، او در یک دوره ۷ ساله بر سر قدرت باقی‌ماند تا اینکه در سال ۲۰۰۲ دوباره به این سمت انتخاب شد.